# 私の花物語
『私の花物語』（わたしのはなものがたり）は、壺井栄の小説である。吉屋信子の『花物語』に触発されて書き始め、1950年代に複数の雑誌で発表された。単行本として『私の花物語』『続私の花物語』が刊行され、さらに続編の単行本である『小さな花の物語』も刊行された。

## 作品解説
10代後半の読者を想定して書かれた1話読み切り形式の連作短編集である。1編ごとに吉屋の『花物語』同様に花にちなんだ表題が掲げられているが、花というよりは野草を題に掲げている作品が多い点や「明るい健康なロマンシズムとユーモアにあふれている」点は、『花物語』と異なる。そして、女学生が主人公であった『花物語』に対し、主人公は工場や商店に勤める男女で、彼らが仕事や人生の過程で問題に直面し、進路を切り開く姿が描かれている。
壷井は牧野富太郎の『植物図鑑』を愛読していて、すべての書物を取り上げた暴君が1冊だけ与えるとしたらどの本にするかと、夫の壺井繁治が質問した際にも『植物図鑑』と即座に答えるほどであった。常に仕事机のそばに置いて見知らぬ野草を調べ、毎年夏に避暑と仕事を兼ねて軽井沢に出かける際にも携帯し、深い関心と知識を抱いていたが、その博識を生かした綿密な描写が作品からうかがえる。

## 作品成立の背景
壷井が『私の花物語』を発表した当時は、すでに『二十四の瞳』によって作家として高い評価を得ていた。吉屋とラジオ番組での共演が決まり、吉屋の『花物語』を読み、「七色の虹の世界にでもさまよいこんだような感じ」を受けて驚き、執筆を決意したと、『私の花物語』が収録された作品集のあとがきで述べている。
壷井は、『花物語』に登場する「湯気に包まれている花屋のウィンドウ」にある「温室咲きの花々」とは別の、「雨や風に吹きさらされ、そこできたえられる野の花」の「たくましさ、美しさ」を書きたいと決意し、「やっと義務教育をうけただけで社会に放り出され、働くしかない貧しい人たち」の生きていく姿を描こうと執筆にかかった。そして、1951年（昭和26年）『週刊家庭朝日』8月5日号に『私の花物語』と題した作者の言葉を掲載した後に、8月19日号に第1作である『フレンチ・マリーゴールド』を発表した。

## 発表後の反響
『家庭朝日』『婦人民主新聞』『平凡』『主婦の友』『オール讀物』などの雑誌だけでなく、労働組合の機関紙でも発表されたこともあり、全部合わせると100編近くあると、壷井自身は語っている。いずれの雑誌も、日頃は文学になじみの薄い人々を想定した媒体であったが、読者からの人気を集めることとなった。
単行本『私の花物語』は1953年（昭和28年）に、『続私の花物語』は1955年（昭和30年）に、いずれも筑摩書房で刊行された。さらに1956年（昭和31年）から1958年（昭和33年）にかけて、筑摩書房から全25巻の『壷井栄作品集』が刊行されたが、第10巻に『私の花物語』が収録されている。また、1974年（昭和49年）にはその中から13編を選び出して、深沢紅子が挿画を手がけた絵本『わたしの花物語』が刊行された。
なお、『私の花物語』と『続私の花物語』の続編といえる『小さな花の物語』の単行本も1957年（昭和32年）に平凡出版から刊行された。また、『小さな花の物語』は、1961年（昭和36年）には松竹で川頭義郎監督によって映画化され、嵯峨美智子などが出演している。